# Aurora polar

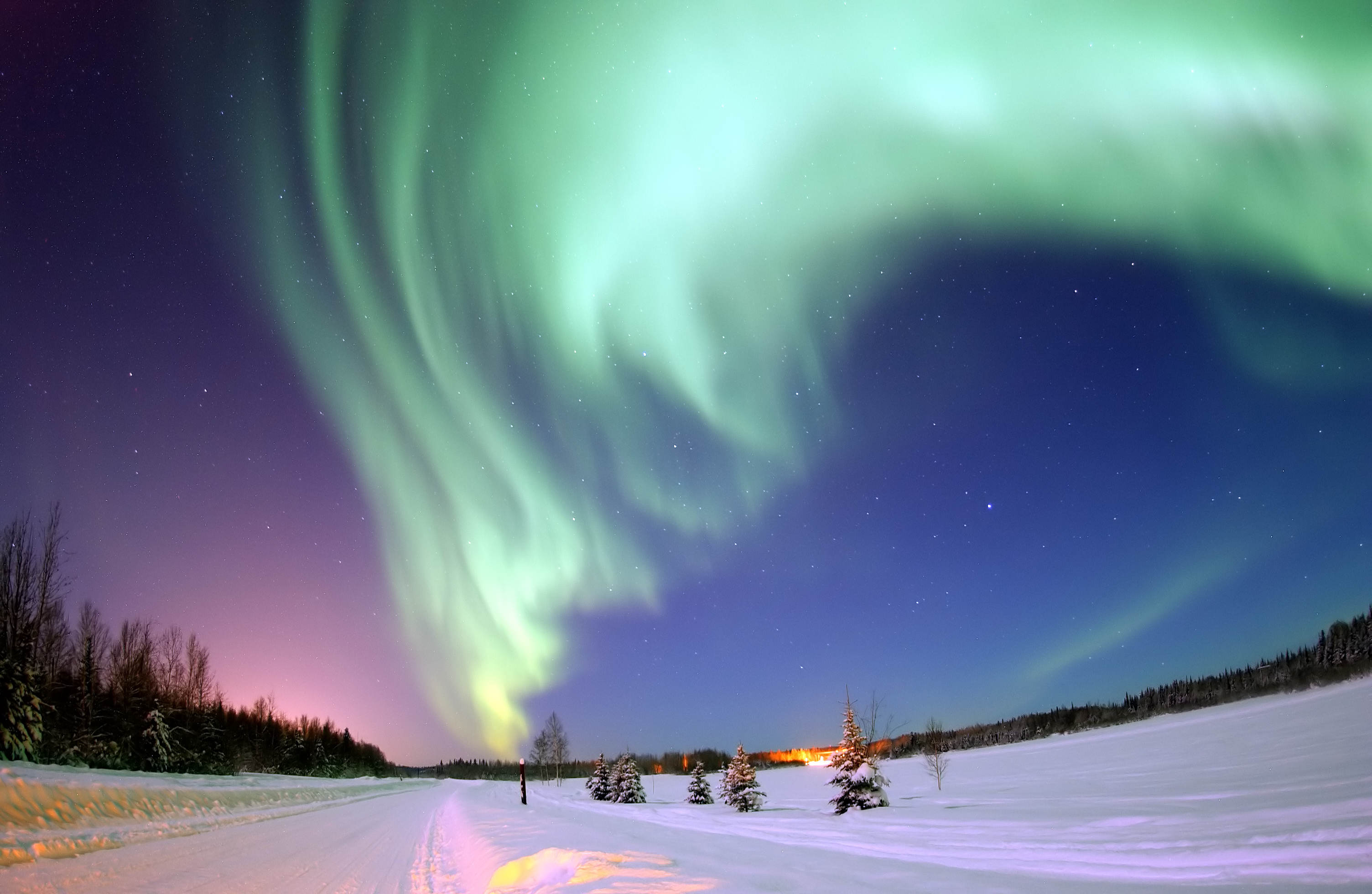
Aurora boreal en Alaska.

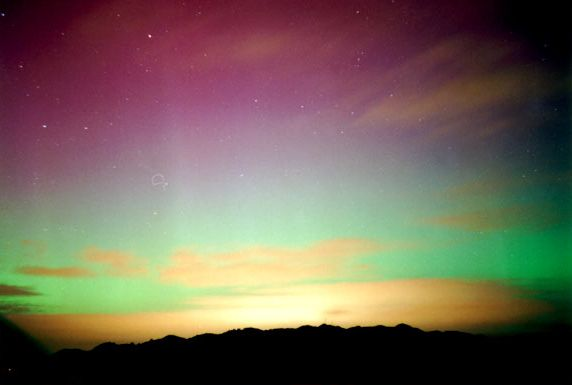
Aurora austral en Nueva Zelanda

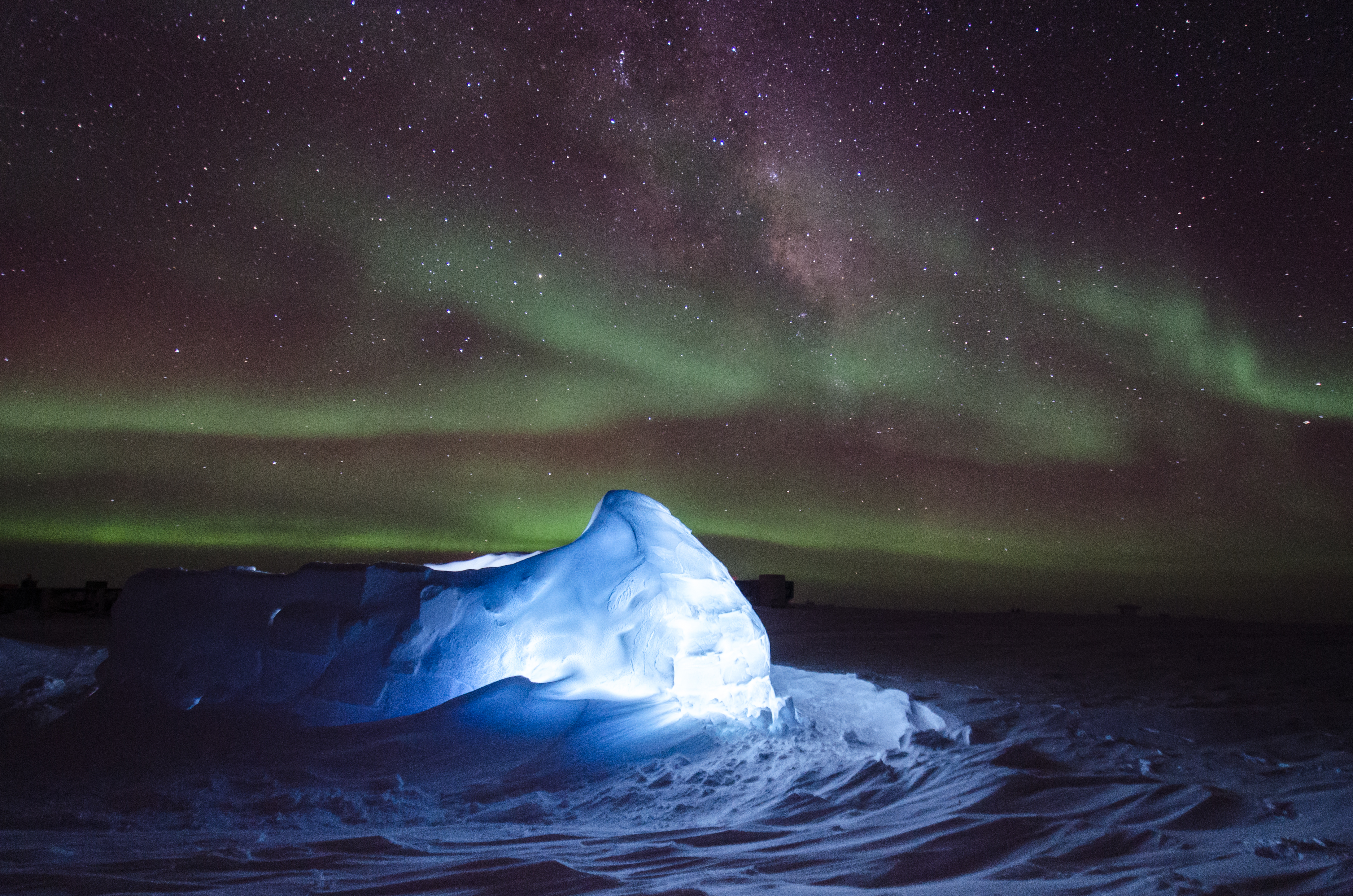
Aurora austral en la Antártida

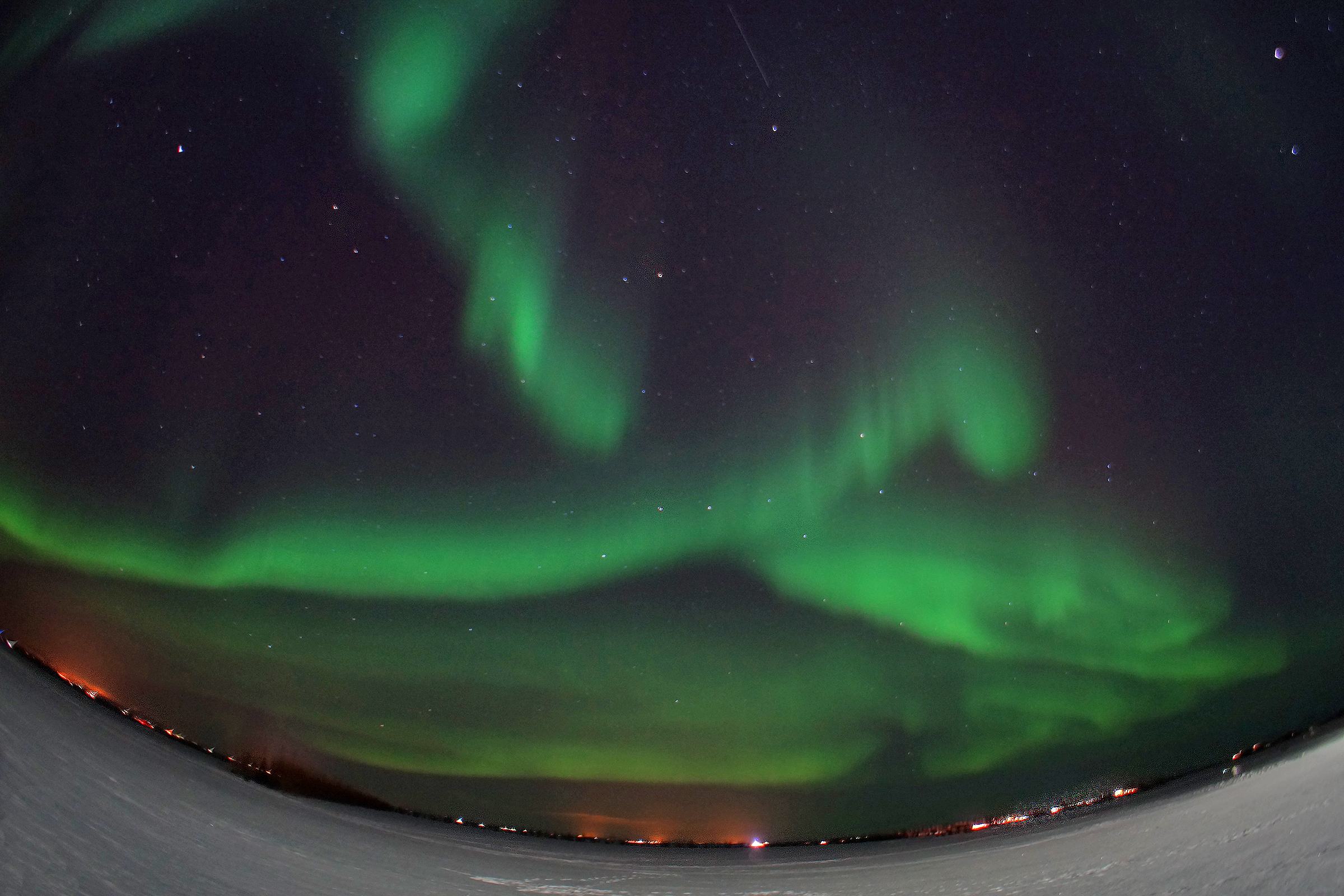
Aurora boreal en Hvolsvöllur (Islandia)

Aurora boreal (o aurora borealis) es un fenómeno en forma de luminiscencia que se observa con más facilidad en el cielo nocturno, generalmente en zonas polares, aunque puede aparecer en otras zonas del mundo durante breves períodos (tormentas geomagnéticas).
En el hemisferio sur es conocida como aurora austral y en el hemisferio norte como aurora boreal (de Aurora, la diosa romana del amanecer, la palabra latina Auster, que significa sur, y la palabra griega Bóreas, que significa norte).
Las auroras son el resultado de perturbaciones en la magnetosfera causadas por el viento solar. Las principales perturbaciones se deben a aumentos en la velocidad del viento solar provocados por agujeros coronales y eyecciones de masa coronal. Estas perturbaciones alteran las trayectorias de partículas cargadas en el plasma magnetosférico. Estas partículas, principalmente electrones y protones, precipitan en la alta atmósfera (termosfera/exosfera). La ionización resultante y la excitación de los constituyentes atmosféricos emiten una luz de color y complejidad variables. La forma de la aurora, que se produce en bandas alrededor de ambas regiones polares, también depende de la cantidad de aceleración impartida a las partículas precipitantes.
La mayoría de los planetas del sistema solar, algunos satélites naturales, enanas marrones e incluso cometas también presentan auroras.

## Origen
Una aurora se produce cuando las partículas solares cargadas eléctricamente (generadas por el viento solar) chocan con la magnetosfera de la Tierra. Esta «esfera» que nos rodea obedece al campo magnético generado por el núcleo de la Tierra, y está formada por líneas invisibles que parten de los dos polos, como en un imán. Además existen fenómenos muy energéticos, como las fulguraciones o las eyecciones de masa coronal que incrementan la intensidad del viento solar. Cuando esta masa solar choca con nuestra esfera protectora, estas radiaciones solares, también conocidas como viento solar, se desplazan a lo largo de dicha esfera. En el hemisferio que se encuentra en la etapa nocturna de la Tierra en los polos, donde están las otras líneas de campo magnético, se va almacenando la energía hasta que no se puede almacenar más, y esta energía almacenada se dispara en forma de radiaciones electromagnéticas sobre la ionosfera terrestre, creadora, principalmente, de estos efectos visuales.

Magnetosfera de la Tierra desviando las partículas solares cargadas (líneas amarillas) hacia lo polos, donde forman las auroras

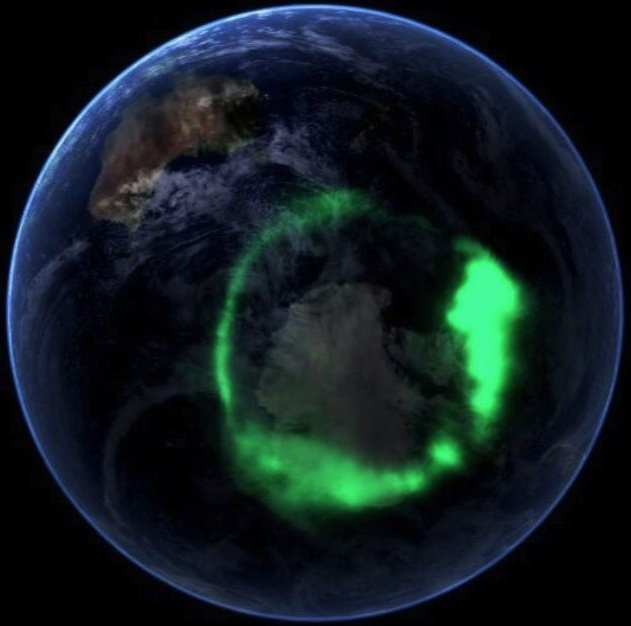
Imagen de una aurora austral en torno a la Antártida fotografiada desde un satélite de la NASA

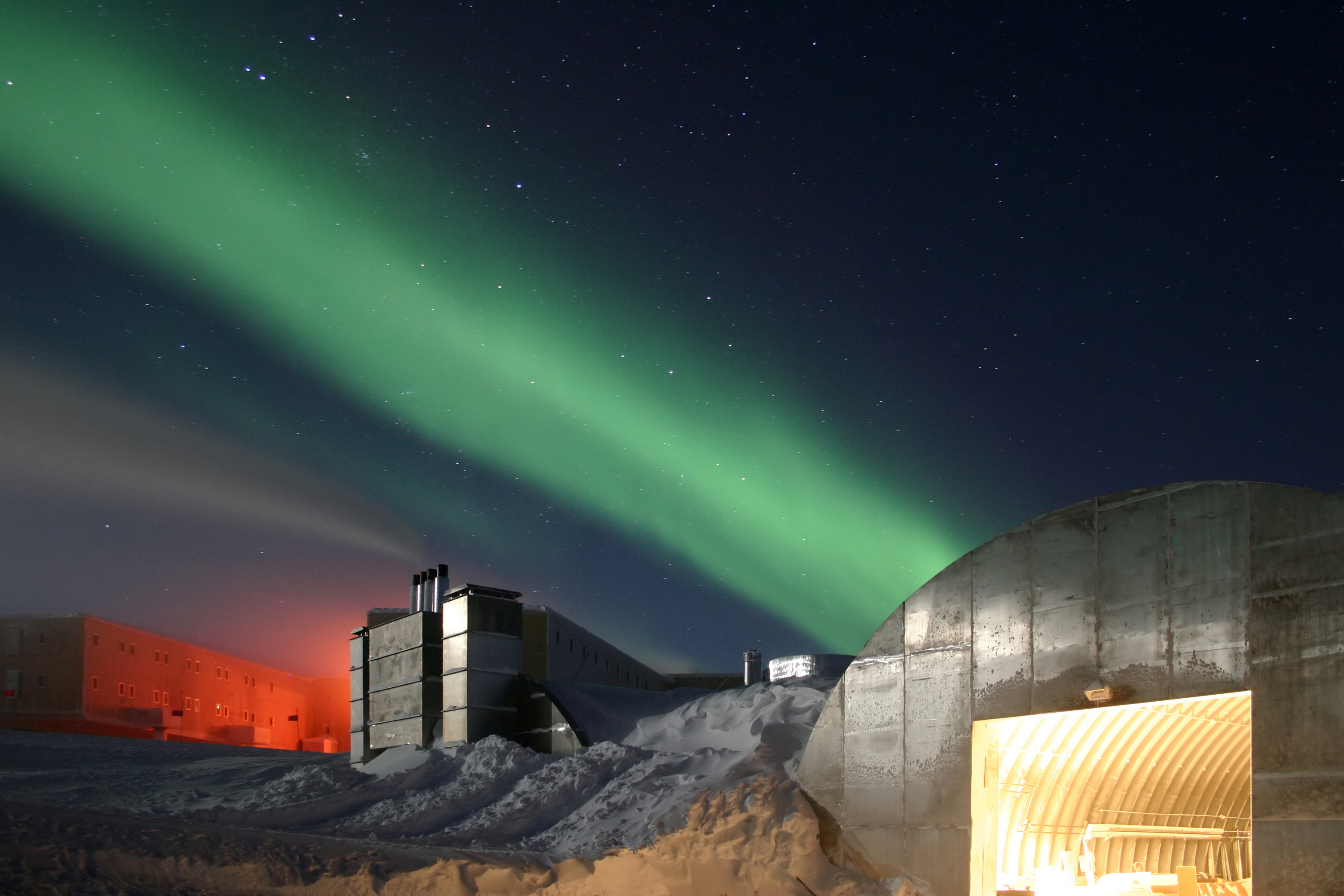
Aurora austral fotografiada desde la base norteamericana Amundsen-Scott, durante el invierno polar (la aurora duró casi seis meses)

El Sol, situado a 149 millones de kilómetros de la Tierra, emite continuamente un flujo de partículas denominado viento solar. La superficie del Sol o fotosfera se encuentra a unos 5800 °C; sin embargo, cuando se asciende en la atmósfera del Sol hacia capas superiores, la temperatura aumenta en vez de disminuir. La temperatura de la corona solar, la zona más externa que se puede apreciar a simple vista solo durante los eclipses totales de Sol, alcanza temperaturas de hasta tres millones de grados. Al ser mayor la presión en la superficie del Sol que la del espacio que le rodea, las partículas cargadas que se encuentran en la atmósfera del Sol tienden a escapar y son aceleradas y canalizadas por el campo magnético del Sol, alcanzando la órbita de otros cuerpos de gran tamaño como la Tierra. Además, existen fenómenos muy energéticos, como las fulguraciones o las eyecciones de masa coronal, que incrementan la intensidad del viento solar.
Las partículas del viento solar viajan a velocidades en un rango aproximado de 490 a 1000 km/s, de modo que recorren la distancia entre el Sol y la Tierra en aproximadamente dos días. En las proximidades de la Tierra, el viento solar es deflectado por el campo magnético de la Tierra o magnetósfera. Las partículas fluyen en la magnetosfera de la misma forma que lo hace un río alrededor de una piedra o de un pilar de un puente.
El viento solar también empuja a la magnetósfera y la deforma, de modo que, en lugar de un haz uniforme de líneas de campo magnético como las que mostraría un imán imaginario colocado en dirección norte-sur en el interior de la Tierra, lo que se tiene es una estructura alargada con forma de cometa con una larga cola en la dirección opuesta al Sol.
Las partículas cargadas tienen la propiedad de quedar atrapadas y viajar a lo largo de las líneas de campo magnético, de modo que seguirán la trayectoria que le marquen estas. Las partículas atrapadas en la magnetosfera colisionan con los átomos y moléculas de la atmósfera de la Tierra que se encuentran en su nivel más bajo de energía, en el denominado nivel fundamental. 
El aporte de energía proporcionado a estas partículas provoca estados de alta energía, también denominados de excitación. En poco tiempo, del orden de millonésimas de segundo, o incluso menos, los átomos y moléculas vuelven al nivel fundamental, perdiendo esa energía en una longitud de onda en el espectro visible al ser humano, lo que viene a ser la luz en sus diferentes colores. Las auroras se mantienen por encima de los 95 km respecto a la superficie terrestre, porque a esa altitud la atmósfera ya es suficientemente densa como para que los choques con las partículas cargadas ocurran con tanta frecuencia que los átomos y moléculas estén prácticamente en reposo. Por otro lado, las auroras no pueden estar más arriba de los 500 a 1000 km porque a esa altura la atmósfera es demasiado tenue —poco densa— como para que las pocas colisiones que ocurren tengan un efecto significativo en su aspecto lumínico.

## Los colores y las formas de las auroras
Las auroras tienen formas, estructuras y colores muy diversos que además cambian rápidamente con el tiempo. Durante una noche, la aurora puede comenzar como un arco aislado muy alargado que se va extendiendo en el horizonte, generalmente en dirección este-oeste. Cerca de la medianoche el arco puede comenzar a incrementar su brillo, pueden formarse ondas o rizos a lo largo del arco y también estructuras verticales que se parecen a rayos de luz muy alargados y delgados. De repente, la totalidad del cielo puede llenarse de bandas, espirales, y rayos de luz que tiemblan y se mueven rápidamente por el horizonte. Su actividad puede durar desde unos pocos minutos hasta horas. Cuando se aproxima el alba todo el proceso parece calmarse y tan solo algunas pequeñas zonas del cielo aparecen brillantes hasta que llega la mañana. Aunque lo descrito es una noche típica de auroras, nos podemos encontrar múltiples variaciones sobre el mismo tema.
Los colores que vemos en las auroras dependen de la especie atómica o molecular que las partículas del viento solar excitan y del nivel de energía que esos átomos o moléculas alcanzan. Por ejemplo no es lo mismo que la excitación se produzca en una zona con una atmósfera con niveles muy altos de oxígeno que en otra con niveles muy bajos de este gas. 
El oxígeno es responsable de los dos colores primarios de las auroras. El verde/amarillo se produce a una longitud de onda energética de 557,7 nm, mientras que el color más rojo y morado lo produce una longitud menos frecuente en estos fenómenos, a 630,0 nm. Para entender mejor esta relación se recomienda buscar información sobre el espectro electromagnético, en especial el rango visible. 
El nitrógeno, al que una colisión le puede desligar alguno de sus electrones de su capa más externa, produce una luz azulada, mientras que las moléculas de nitrógeno son muy a menudo responsables de la coloración rojo/púrpura de los bordes más bajos de las auroras y de las partes más externas curvadas.
El proceso es similar al que ocurre en los tubos de neón de los anuncios o en los tubos de televisión. En un tubo de neón, el gas se excita por corrientes eléctricas y al perder su energía en forma de luz se forma la típica luz rosa que todos conocemos. En una pantalla de televisión, un haz de electrones controlado por campos eléctricos y magnéticos incide sobre la misma, haciéndola brillar en diferentes colores dependiendo del revestimiento químico de los productos fosforescentes contenidos en el interior de la pantalla.

## Causas
Aún no se conocen a fondo los procesos físicos que dan lugar a los distintos tipos de auroras, pero la causa básica tiene que ver con la interacción del viento solar con la magnetosfera terrestre. La intensidad variable del viento solar produce efectos de diferentes magnitudes, pero incluye uno o más de los siguientes escenarios físicos.
1. Un viento solar quiescente que fluye más allá de la magnetosfera de la Tierra interactúa constantemente con ella y puede tanto inyectar partículas de viento solar directamente en las líneas de campo geomagnético que están 'abiertas', en contraposición a estar 'cerradas' en el hemisferio opuesto, como proporcionar difusión a través del arco de choque. También puede provocar que las partículas ya atrapadas en el cinturones de radiación precipiten a la atmósfera. Una vez que las partículas se pierden en la atmósfera desde los cinturones de radiación, en condiciones de calma, las nuevas las reemplazan sólo lentamente, y el cono de pérdida se agota. En la magnetocola, sin embargo, las trayectorias de las partículas parecen reorganizarse constantemente, probablemente cuando las partículas atraviesan el campo magnético muy débil cerca del ecuador. Como resultado, el flujo de electrones en esa región es casi el mismo en todas las direcciones ("isótropo") y asegura un suministro constante de electrones fugados. La fuga de electrones no deja la cola cargada positivamente, porque cada electrón fugado que se pierde en la atmósfera es reemplazado por un electrón de baja energía atraído hacia arriba desde la ionosfera. Esta sustitución de electrones "calientes" por electrones "fríos" está en total acuerdo con la segunda ley de la termodinámica. El proceso completo, que también genera una corriente eléctrica en anillo alrededor de la Tierra, es incierto.
2. Las perturbaciones geomagnéticas provocadas por un viento solar aumentado causan distorsiones de la magnetocola (subtormentas magnéticas). Estas subtormentas suelen producirse tras períodos prolongados (del orden de horas) durante los cuales el campo magnético interplanetario ha tenido una componente apreciable hacia el sur. Esto provoca una mayor interconexión entre sus líneas de campo y las de la Tierra. Como resultado, el viento solar desplaza flujo magnético (tubos de líneas de campo magnético, "encerrados" junto con su plasma residente) desde el lado diurno de la Tierra hacia la magnetocola, ensanchando el obstáculo que presenta al flujo del viento solar y constriñendo la cola en el lado nocturno. En última instancia, parte del plasma de la cola puede separarse (reconexión magnética); algunas manchas (plasmoides) son comprimidas corriente abajo y arrastradas por el viento solar; otras son comprimidas hacia la Tierra, donde su movimiento alimenta fuertes estallidos de auroras, principalmente alrededor de la medianoche (proceso de descarga). Una tormenta geomagnética resultante de una mayor interacción añade muchas más partículas al plasma atrapado alrededor de la Tierra, produciendo también un aumento de la "corriente en anillo". En ocasiones, la modificación resultante del campo magnético terrestre puede ser tan fuerte que produce auroras visibles en latitudes medias, en líneas de campo mucho más cercanas al ecuador que las de la zona auroral.

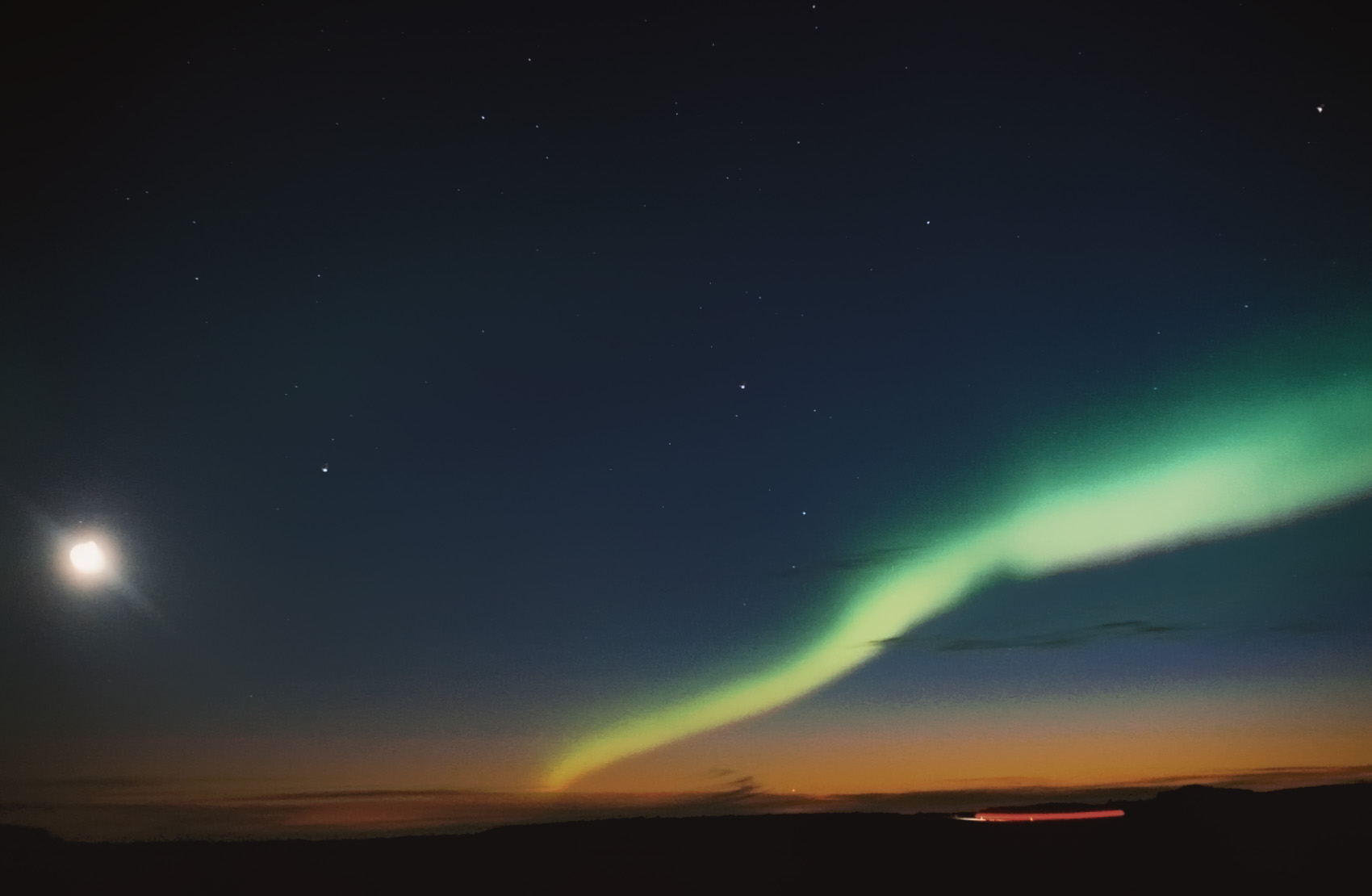
Luna y aurora
3. La aceleración de las partículas cargadas aurorales acompaña invariablemente a una perturbación magnetosférica que provoca una aurora. Este mecanismo, que se cree que surge predominantemente de fuertes campos eléctricos a lo largo del campo magnético o de interacciones onda-partícula, eleva la velocidad de una partícula en la dirección del campo magnético guía. De este modo, disminuye el ángulo de inclinación y aumenta la posibilidad de que se precipite a la atmósfera. Tanto las ondas electromagnéticas como las electrostáticas, producidas en el momento de mayores perturbaciones geomagnéticas, contribuyen significativamente a los procesos energizantes que sustentan una aurora. La aceleración de partículas proporciona un complejo proceso intermedio para transferir energía del viento solar indirectamente a la atmósfera.

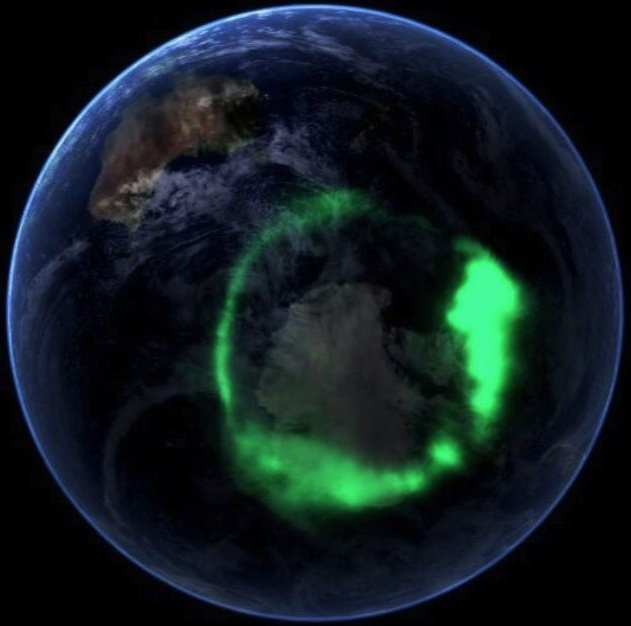
Aurora austral (11 de septiembre de 2005) captada por el satélite IMAGE de la NASA, superpuesta digitalmente a la imagen compuesta The Blue Marble. También está disponible Una animación creada con los mismos datos del satélite

Los detalles de estos fenómenos no se conocen del todo. Sin embargo, está claro que la fuente principal de las partículas aurorales es el viento solar que alimenta la magnetosfera, el depósito que contiene las zonas de radiación y las partículas temporalmente atrapadas magnéticamente y confinadas por el campo geomagnético, junto con los procesos de aceleración de partículas.

### Partículas aurorales
La causa inmediata de la ionización y excitación de los componentes atmosféricos que dan lugar a las emisiones aurorales se descubrió en 1960, cuando un vuelo pionero de un cohete desde Fort Churchill, en Canadá, reveló un flujo de electrones que entraban en la atmósfera desde arriba. Desde entonces muchos equipos de investigación que utilizan cohetes y satélites para atravesar la zona auroral han adquirido una amplia colección de mediciones de forma meticulosa y con una resolución cada vez mejor desde la década de 1960. Los principales hallazgos han sido que los arcos aurorales y otras formas brillantes se deben a electrones que han sido acelerados durante los últimos 10 000 km de su caída en la atmósfera. Estos electrones a menudo, pero no siempre, muestran un pico en su distribución de energía, y se alinean preferentemente a lo largo de la dirección local del campo magnético.
Los electrones principalmente responsables de las auroras difusas y pulsantes tienen, por el contrario, una distribución de energía suavemente descendente, y una distribución angular (ángulo de inclinación) que favorece las direcciones perpendiculares al campo magnético local. Se descubrió que las pulsaciones se originan en o cerca del punto de cruce ecuatorial de las líneas de campo magnético de la zona auroral. Los protones también están asociados a las auroras, tanto discretas como difusas.

### Atmósfera
Las auroras son el resultado de las emisiones de fotones en la atmósfera superior de la Tierra, por encima de 80 km (49,7 mi), procedentes de átomos de nitrógeno ionizados átomos de nitrógeno que recuperan un electrón, y átomos de oxígeno y moléculas basadas en nitrógeno que vuelven de un estado excitado al estado básico. Se ionizan o excitan por la colisión de partículas precipitadas en la atmósfera. Pueden intervenir tanto electrones como protones entrantes. La energía de excitación se pierde en la atmósfera por la emisión de un fotón o por colisión con otro átomo o molécula:
Oxígeno emisionesverde o naranja-rojo, dependiendo de la cantidad de energía absorbida.
Nitrógeno emisionesazul, púrpura o rojo; azul y púrpura si la molécula recupera un electrón después de haber sido ionizada, rojo si vuelve al estado básico desde un estado excitado.
El oxígeno es inusual en cuanto a su vuelta al estado básico: puede tardar 0,7 segundos en emitir la luz verde de 557,7 nm y hasta dos minutos para la emisión roja de 630,0 nm. Las colisiones con otros átomos o moléculas absorben la energía de excitación e impiden la emisión; este proceso se denomina apagado por colisión. Debido a que las partes más altas de la atmósfera contienen un mayor porcentaje de oxígeno y una menor densidad de partículas, estas colisiones son lo suficientemente raras como para dar tiempo a que el oxígeno emita luz roja. Las colisiones se hacen más frecuentes a medida que se desciende en la atmósfera debido al aumento de la densidad, de modo que las emisiones rojas no tienen tiempo de producirse y, finalmente, se impiden incluso las emisiones de luz verde.
Esta es la razón por la que existe un diferencial de color con la altitud; a grandes altitudes domina el rojo del oxígeno, luego el verde del oxígeno y el azul/púrpura/rojo del nitrógeno, y finalmente el azul/púrpura/rojo del nitrógeno cuando las colisiones impiden que el oxígeno emita nada. El verde es el color más común. Luego viene el rosa, mezcla de verde claro y rojo, seguido del rojo puro, luego el amarillo (mezcla de rojo y verde) y, por último, el azul puro.
Los protones precipitantes suelen producir emisiones ópticas como átomos de hidrógeno incidentes tras ganar electrones de la atmósfera. Las auroras de protones suelen observarse en latitudes bajas.

### Ionosfera
Las auroras brillantes se asocian generalmente con corrientes de Birkelands (Schield et al., 1969; Zmuda y Armstrong, 1973), que descienden hacia la ionosfera por un lado del polo y salen por el otro. Entremedias, parte de la corriente se conecta directamente a través de la capa ionosférica E (125 km); el resto ("región 2") da un rodeo, saliendo de nuevo a través de líneas de campo más cercanas al ecuador y cerrándose a través de la "corriente de anillo parcial" transportada por el plasma atrapado magnéticamente. La ionosfera es una conductor óhmico, por lo que algunos consideran que tales corrientes requieren un voltaje impulsor, que un mecanismo de dinamo, aún no especificado, puede suministrar. Las sondas de campo eléctrico en órbita sobre el casquete polar sugieren voltajes del orden de 40 000 voltios, que se elevan a más de 200 000 voltios durante las tormentas magnéticas intensas. Según otra interpretación, las corrientes son el resultado directo de la aceleración de electrones en la atmósfera por interacciones entre ondas y partículas.
La resistencia ionosférica tiene una naturaleza compleja, y da lugar a un flujo secundario de corriente Hall. Por un extraño giro de la física, la perturbación magnética en tierra debida a la corriente principal casi se anula, por lo que la mayor parte del efecto observado de las auroras se debe a una corriente secundaria, el electrochorro auroral. Un índice de electrochorro auroral (medido en nanotesla) se obtiene regularmente a partir de datos terrestres y sirve como medida general de la actividad auroral. Kristian Birkeland dedujo que las corrientes fluían en dirección este-oeste a lo largo del arco auroral, y tales corrientes, que fluían desde el lado diurno hacia (aproximadamente) la medianoche fueron denominadas más tarde "electrojets aurorales" (véase también corriente de Birkelands). La ionosfera puede contribuir a la formación de arcos aurorales a través de la inestabilidad de retroalimentación en condiciones de alta resistencia ionosférica, observada durante la noche y en el oscuro hemisferio de invierno.

## Ciencia y mitología
Las auroras boreales se observaron y probablemente impresionaron mucho a los antiguos. Tanto en Occidente como en China, las auroras fueron vistas como serpientes o dragones en el cielo.
Las auroras boreales han sido estudiadas científicamente a partir del siglo XVII. En 1621, el astrónomo francés Pierre Gassendi, describe este fenómeno observado en el sur de Francia y le da el nombre de aurora polar.
En el siglo XVIII el astrónomo británico Edmond Halley, sospechaba que el campo magnético de la Tierra desempeña un papel en la formación de la aurora boreal.
Henry Cavendish, en 1768, logró evaluar la altitud en la que se produce el fenómeno, pero no fue hasta 1896 cuando se reprodujo en el laboratorio de Kristian Birkeland con los movimientos de las partículas cargadas en un campo magnético, facilitando la comprensión del mecanismo de formación de aurora.

## Auroras en otros planetas

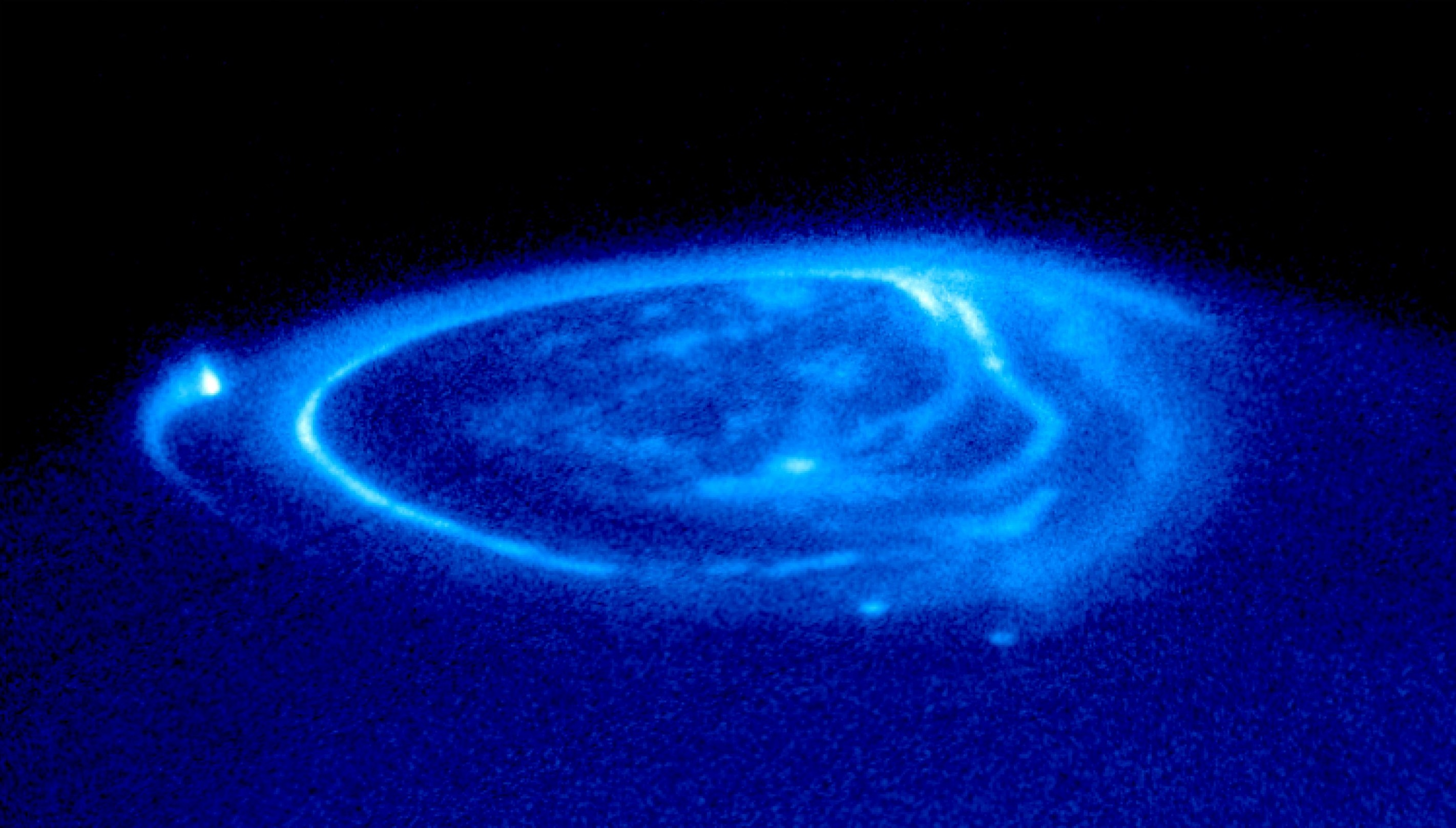
Auroras observadas en el UV en Júpiter.

Este fenómeno existe también en otros planetas del sistema solar que tienen comportamientos similares al planeta Tierra. Tal es el caso de Júpiter y Saturno, que poseen campos magnéticos más fuertes que la Tierra. Urano y Neptuno también poseen campos magnéticos y ambos poseen amplios cinturones de radiación. Las auroras han sido observadas en ambos planetas con el telescopio Hubble.
Los satélites de Júpiter, especialmente Ío, presentan gran presencia de auroras. Las auroras han sido detectadas también en Marte por la nave Mars Express, durante unas observaciones realizadas en 2004 y publicadas un año más tarde. Marte carece de un campo magnético análogo al terrestre, pero sí posee campos locales, asociados a su corteza. Son estos, al parecer, los responsables de las auroras en este planeta.
Este fenómeno recientemente también se ha observado en el Sol, se trata de auroras producidas por electrones que se aceleran a través de una mancha solar en la superficie, además existe evidencia de auroras en otras estrellas.